# Столкновение над Вилья-Кастелли
Столкновение над Вилья-Кастелли — авиационная катастрофа, произошедшая в понедельник 9 марта 2015 года, когда в небе близ поселения Вилья-Кастелли (провинция Ла-Риоха, Аргентина) столкнулись в воздухе два вертолёта Aérospatiale AS.350 Écureuil. В результате происшествия погибли все находящиеся на обоих бортах 10 человек, включая трёх французских спортсменов (олимпийская чемпионка Камиль Мюффа, призёр Олимпийских игр Алексис Вастин и Флоранс Арто), которые участвовали в съёмках популярного реалити-шоу Dropped для французского телевидения.

## Причины катастрофы
На данный момент причины катастрофы официально не установлены. По словам местных властей, погодные условия на момент столкновения были нормальными.
Судя по видео, вскоре после взлёта нижний из двух вертолётов слишком быстро набирал высоту и столкнулся с верхним на высоте около 100 м.

## Реакция
Президент Франции Франсуа Олланд выразил соболезнования близким и родственникам погибших.